# Sphinx mauresque
Sphinx maurorum
Espèce
Le Sphinx mauresque (Sphinx maurorum) est une espèce de lépidoptères (papillons) de la famille des Sphingidae, de la sous-famille des Sphinginae, de la tribu des Sphingini.

## Historique
Le taxon maurorum a été décrit en 1931 par l'entomologiste allemand Karl Jordan sous le nom d'Hyloicus pinastri maurorum, donc en tant que sous-espèce de l'espèce aujourd'hui appelée Sphinx pinastri. Il a ensuite été élevé au rang d'espèce à la fin du XXe siècle.

## Description
L'imago a un aspect très semblable au Sphinx du pin (Sphinx pinastri). Il en diffère principalement par la structure des pièces génitales,.

## Distribution

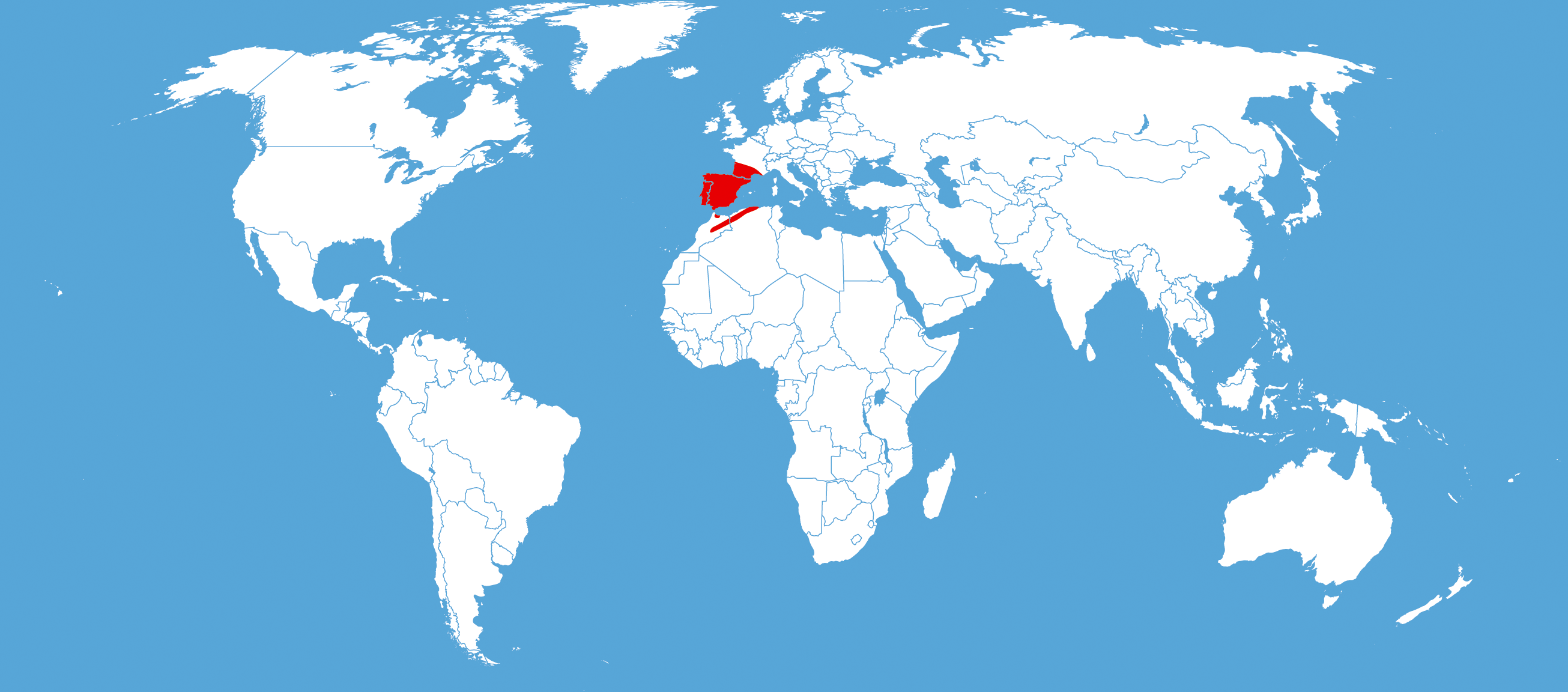
Carte de répartition de Sphinx maurorum

Sphinx maurorum est présent au Maghreb, dans la péninsule Ibérique et dans le Sud de la France, y compris en Corse.
Sa distribution est complémentaire de celle de Sphinx pinastri, et les deux espèces peuvent s'hybrider dans leur frange de cohabitation,.

## Biologie
La chenille se nourrit de pins (Pinus).